# Fredy Glanzmann
Fredy Glanzmann   (Suïssa, 16 de juliol de 1963) és un esquiador suís, ja retirat, especialista en combinada nòrdica, que va competir durant la dècada de 1980.
El 1988 va prendre part en els Jocs Olímpics d'Hivern de Calgary, on va disputar dues proves del programa de la combinada nòrdica. En la prova individual fou trenta-cinquè, mentre en la prova per equips guanyà la medalla de plata, tot formant equip amb Hippolyt Kempf i Andreas Schaad. En el seu palmarès també destaca una medalla de plata en la prova per equips al Campionat del Món d'esquí nòrdic de 1989.